# 方壶岩摩崖石刻
方壶岩摩崖石刻，位于中国福建省福州市永泰县盘谷乡水尾村，现存宋至清摩崖题刻十二方，有王用文、曹学佺、王大壮、张大韶、沈野等人的题刻，为研究福建地方社会、风俗历史以及张圣君信仰起源，提供重要实物资料。附属文物方壶寺是张圣君信仰文化的发祥地，是闽台张圣君信仰文化交流的重要载体。2009年11月16日公布为第七批福建省文物保护单位。